# Mycoscience
Mycoscienceは真菌類、地衣類、酵母、卵菌類、粘菌などの基礎および応用研究のすべての面をカバーする一般社団法人日本菌学会の公式学術誌である。1956年に日本菌学会会報（1956-1993）として創刊され、後に英文誌のMycoscience （1994-現在）と和文誌の日本菌学会会報（1994-現在）に分かれて発刊されている。2021年からはJ-STAGE上でオンライン出版され、オープンアクセス化された。

## 編集長
本誌の編集長を以下の人物が務めた。
- 1956–1969 -今関六也
- 1970–1971 -浜田　稔
- 1972–1973 -印東弘玄
- 1974–1975 -椿　啓介
- 1976 -浜田　稔
- 1976 -青島清雄
- 1977–1978 -上山昭則
- 1979–1980 -宇田川俊一
- 1981–1984 -畑中信一
- 1985–1988 -横山竜夫
- 1989–1990 -原田幸雄
- 1991–1992 -畑井喜司雄
- 1995–1996 -西村和子
- 1997–1998 -堀越孝雄
- 1999–2000 -犀川政稔
- 2001–2004 -柿嶌　眞
- 2005–2006 -中桐　昭
- 2007–2008 -岡田　元
- 2009–2010 -矢口貴志
- 2011–2012 -小野義孝
- 2013–2014 -岡田　元
- 2015–2016 -青木孝之（菌学者）
- 2017–2018 -服部 力
- 2019–2020 -田中栄爾
- 2021–2022 -玉井　裕
- 2023– 現在 -清水公徳

Journal Citation Reports によると、Mycoscienceの 2024 年のインパクトファクターは1.4です。 